# Antoni Ostrowski (1822–1861)
Antoni Józef Ostrowski herbu Rawicz (ur. 15 marca 1822, zm. 31 marca 1861 w Warszawie) – polski szlachcic i redaktor.

## Życiorys
Był synem z drugiego małżeństwa Antoniego Ostrowskiego senatora kasztelana Królestwa Polskiego i Antoniny Michałowskiej której bratem był znany malarz Piotr Michałowski. W wieku dziesięciu lat wyjechał z mamą za granicę do Francji, do oczekującego ich ojca, który wcześniej wyemigrował do tego kraju. We wrześniu 1832 roku zamieszkał razem z rodzicami w Paryżu. Po krótkim pobycie w stolicy Francji w trosce o zapewnienie dzieciom najlepszych szkół rodzina Ostrowskich przeniosła się do podparyskiej miejscowości Wersal, gdzie najmłodsi synowie, w tym Antoni Józef, mieli uczęszczać do Collège Royal.
Po powrocie z emigracji hrabia należał do spółki ziemiańskiej, z inicjatywy której powstała w Warszawie gazeta „Kronika Wiadomości Krajowych i Zagranicznych”; był także jednym z jej redaktorów.
Zmarł w Warszawie, został pochowany na cmentarzu Powązkowskim.